# Френк Карлсон
Френк Карлсон (англ. Frank Carlson; нар. 23 січня 1893, округ Клауд, Канзас — пом. 30 травня 1987, Конкордія, Канзас) — американський політик-республіканець. Він представляв штат Канзас в обох палатах Конгресу США, спочатку у Палаті представників з 1935 по 1947, а потім у Сенаті з 1950 по 1969. Він був губернатором штату Канзас з 1947 по 1950.
Карлсон — син іммігрантів з Швеції. Він навчався в Аграрному коледжі штату Канзас (нині Університет штату Канзас). Він брав участь у Першій світовій війні в американській армії. Потім він працював фермером у штаті Канзас.
Карлсон був одним з кандидатів на праймеріз Республіканської партії під час президентських виборів у 1968.
Карлсон був баптистом. Він похований на цвинтарі Плезант-Гілл у Конкордії.